# Барыкин, Дмитрий Зотович
Барыкин Дмитрий Зотович (род. 20 августа 1971) — председатель Нижегородской городской Думы c 21 марта 2018 года по 29 сентября 2020 года.

## Биография
Родился 20 августа 1971 года.
Окончил Московский институт электронной техники (Технический университет), факультет «Микроприборов и технической кибернетики», инженер электронной техники; Финансовую академию при Правительстве РФ, специальность «Финансы и кредит», экономист.
В 2002 году назначен директором завода «Красный якорь».
В октябре 2011 года выкупил государственный пакет «Красного якоря» (38 %) за 42,3 млн рублей.
В 2018 году — Заместитель председателя постоянной комиссии по бюджетной, финансовой и налоговой политике, член постоянной комиссии по экономике, промышленности и предпринимательству.
6 июня 2025 года Тверской суд Москвы принял решение о заочном аресте Дмитрия Барыкина на два месяца в рамках дела об особо крупном мошенничестве и легализации средств, полученных преступным путём.
13 июля 2025 года освобождён от должности генерального директора «Красного якоря».
В конце июля 2025 года Барыкин объявлен в международный розыск.

## Награды
- 2025 — звание «Заслуженный предприниматель Нижегородской области»[9].

## Личная жизнь
Разведён, имеет сына.